# Johann Ulrich Lehmann
Johann Ulrich Lehmann (* 29. Mai 1817 in Langnau im Emmental; † 26. September 1876 in Lotzwil) war ein Schweizer Politiker und Unternehmer. 1849/50 war er Regierungsrat des Kantons Bern, von 1850 bis 1854 gehörte er dem Nationalrat an, von 1862 bis 1865 dem Ständerat.

## Biografie
Der Sohn eines Pulvermachers war nach seiner Schulzeit als Kaufmann tätig und leitete das Unternehmen Bucher & Lehmann, das im Käsehandel tätig war. Nach 1850 erwarb er von seinem Schwiegervater die seit dem späten 17. Jahrhundert bestehende Bleicherei in Lotzwil und stellte sie auf chemische Produktion um. Unter seiner Führung erlebte sie ihre letzte Blütezeit. Lehmann galt als einflussreicher Wirtschaftsexperte. 1864 vertrat er die Schweiz beim Abschluss des Handelsvertrags mit Frankreich, ausserdem war er Verwaltungsrat der Berner Kantonalbank.
Lehmann vertrat radikalliberale Ansichten. 1846 wurde er in den Grossen Rat des Kantons Bern gewählt. Diesem gehörte er zunächst bis 1849 an, danach von 1850 bis 1862 und schliesslich von 1874 bis zu seinem Tod. Der Grosse Rat wählte ihn 1849 in den Regierungsrat. Als die Konservativen 1850 vorübergehend an die Macht gelangten, musste er von diesem Amt zurücktreten. Im April 1850 kandidierte Lehmann bei einer Nachwahl im Wahlkreis Emmental und zog in den Nationalrat ein. 1854 trat er zurück. Der Grosse Rat bestimmte ihn für die Jahre 1862 bis 1865 als einen der Vertreter des Kantons im Ständerat.